# Veselina Kacarova
Veselina Kacarova (in bulgaro Веселина Кацарова?; Stara Zagora, 18 luglio 1965) è un mezzosoprano bulgaro.

## Biografia
Veselina Kacarova nacque a Stara Zagora nel 1964 e nel 1984 iniziò a studiare canto all'Accademia Nazionale di Musica di Sofia. Rimasto colpito da una registrazione di un suo recital, Herbert von Karajan la volle incontrare a Salisburgo, dove la scritturò per cantare la Messa in Si minore di Bach con lui l'anno successivo. La morte di Karajn pose fine al progetto e nel 1989 Kacarova fece il suo debutto con l'Opernhaus Zürich ne Il crepuscolo degli dei nella parte della seconda Norna; qui cantò anche in altri ruoli minori, come Alisa nella Lucia di Lammermoor, Annio ne La clemenza di Tito, Ol'ga nell'Eugenio Onegin, Stefano in Romeo e Giulietta e Anna ne Les Troyens.
Esordì al Festival di Salisburgo nel 1991 – in occasione del bicentenario della morte di Mozart – come Antonio ne La clemenza di Tito, diretta da Colin Davis. Nell'autunno dello stesso anno esordì alla Wiener Staatsoper come Rosina ne Il barbiere di Siviglia. Nel corso della stagione 1991/92 e 1992/93 cantò a Vienna come Preziosilla ne La forza del Destino, Cherubino ne Le nozze di Figaro, Polina ne La dama di picche, Bersi nell'Andrea Chénier, Fëdor nel Boris Godunov e Meg nel Falstaff. Nel 1992 tornò a Salisburgo, sostituendo all'ultimo momento Marilyn Horne in Tancredi; da allora cantò regolarmente al Festival di Salisburgo, interpretando grandi ruoli mezzosopranili nel repertorio mozartiano (Idomeneo, Così fan tutte, Mitridate) e Marguerite ne La dannazione del Faust di Berlioz.  
Sempre nel 1992 esordì al Teatro alla Scala in un recital; tornò al Piermarini una mezza dozzina di volte nelle dieci stagioni successive, soprattutto in concerti, ma anche nel Requiem verdiano, diretta da Riccardo Muti (1995), e come Rosina (2002) e Isabella ne L'italiana al Algeri (2003). Nel 1993 esordì alla Royal Opera House come Rosina e al Gran Teatre del Liceu come Pippo ne La gazza ladra, mentre nel 1996 fu Romeo ne I Capuleti e i Montecchi all'Opéra Bastille e Idamante nell'Idomeneo al Maggio Musicale Fiorentino. Nel 1997 fu Tancredi alla Carnegie Hall. Nel 1998 fu candidata al Grammy Award al miglior album vocale solista classico per l'album Mozart: Arias ed esordì al Münchner Opernfestspiele come Jane Seymour in Anna Bolena e al Festival di Pesaro come protagonista ne La Cenerentola. Nel 1999 tenne il suo primo recital negli Stati Uniti, all'Alice Tully Hall di New York. Nel 2000 esordì all'Opéra Garnier come Isabella ne L'italiana in Algeri. 
Dopo aver trascorso gran parte degli anni novanta come apprezzata interprete di Mozart, negli anni 2000 si specializzò in ruoli en travesti del repertorio barocco, come Orfeo, Ruggiero e Ariodante. Nel 2002 debuttò al Metropolitan come Rosina. Nel 2003 tornò al Covent Garden come protagonista ne La Cenerentola e vinse l'Echo Klassik come cantante femminile dell'anno per l'album Nuit Resplendissante, French Opera Arias. Nel 2004 tornò al Metropolitan come Charlotte nel Werther e nel 2005 fu nominata Kammersänger della Baviera. Nel 2008 cantò la sua prima Carmen, un ruolo che cantò nuovamente a Vienna, Colonia e Tokyo nel 2009. Nell'aprile 2010 fu nominata Kammersänger anche in Austria e cantò per la prima volta come Marina in Boris Godunov a Zurigo. Negli anni seguenti continuò ad espandere il suo repertorio: nel 2011 sostenne per la prima volta il ruolo di Dalila a Berlino e quello di Elisabetta in Maria Stuarda a Monaco, nel 2012 fu la Principessa d'Eboli a Zurigo, nel 2013 Venus nel Tannhäuser a Zurigo e Orlosvky ne Il pipistrello a Colonia, nel 2015 cantò come Judit a Wiesbaden e nel 2016 fu Maddalena all'Opéra Bastille.

## Repertorio
| Ruolo                   | Titolo                        | Autore         |
| ----------------------- | ----------------------------- | -------------- |
| Judit                   | Il castello di Barbablù       | Bartók         |
| Agnese                  | Beatrice di Tenda             | Bellini        |
| Adalgina                | Norma                         | Bellini        |
| Romeo                   | I Capuleti e i Montecchi      | Bellini        |
| Anna                    | Les Troyens                   | Berlioz        |
| Marguerite              | La damnation de Faust         | Berlioz        |
| Carmen                  | Carmen                        | Bizet          |
| Paulina                 | La dama di picche             | Čajkovskij     |
| Principessa di Bouillon | Adriana Lecouvreur            | Cilea          |
| Alisa                   | Lucia di Lammermoor           | Donizetti      |
| Giovanna Seymour        | Anna Bolena                   | Donizetti      |
| Léonor de Guzman        | La favorita                   | Donizetti      |
| Elisabetta              | Maria Stuarda                 | Donizetti      |
| Bersi                   | Andrea Chénier                | Giordano       |
| Stefano                 | Romeo e Giulietta             | Gounod         |
| Orfeo                   | Orfeo ed Euridice             | Gluck          |
| Ruggiero                | Alcina                        | Händel         |
| Ariodante               | Ariodante                     | Händel         |
| Agrippina               | Agrippina                     | Händel         |
| Lucia                   | Cavalleria rusticana          | Mascagni       |
| Charlotte               | Werther                       | Massenet       |
| Penelope                | Il ritorno d'Ulisse in patria | Monteverdi     |
| Poppea                  | L'incoronazione di Poppea     | Monteverdi     |
| Sesto Annio             | La clemenza di Tito           | Mozart         |
| Cherubino               | Le nozze di Figaro            | Mozart         |
| Dorabella               | Così fan tutte                | Mozart         |
| Zerlina                 | Don Giovanni                  | Mozart         |
| Idamante                | Idomeneo                      | Mozart         |
| Farnace                 | Mitridate, re di Ponto        | Mozart         |
| Fëdor Marina            | Boris Godunov                 | Musorgskij     |
| Elena                   | La bella Elena                | Offenbach      |
| La Périchole            | La Périchole                  | Offenbach      |
| Rosina                  | Il barbiere di Siviglia       | Rossini        |
| Tancredi                | Tancredi                      | Rossini        |
| Angelina                | La Cenerentola                | Rossini        |
| Isabella                | L'italiana in Algeri          | Rossini        |
| Edoardo                 | Matilde di Shabran            | Rossini        |
| Dalila                  | Samson et Dalila              | Saint-Saëns    |
| Orlofsky                | Il pipistrello                | Strauss figlio |
| Octavian                | Il cavaliere della rosa       | Strauss        |
| Preziosilla             | La forza del destino          | Verdi          |
| Meg Page                | Falstaff                      | Verdi          |
| Fenena                  | Nabucco                       | Verdi          |
| Principessa di Eboli    | Don Carlo                     | Verdi          |
| Maddalena               | Rigoletto                     | Verdi          |
| Ulrica                  | Un ballo in maschera          | Verdi          |
| Azucena                 | Il trovatore                  | Verdi          |
| Siegrune                | La Valchiria                  | Wagner         |
| Venus                   | Tannhäuser                    | Wagner         |
| Wellgunde               | Il crepuscolo degli dei       | Wagner         |